# Goodbye Day
「Goodbye Day」（グッバイ デイ）は、来生たかおの10作目のシングル。1981年5月21日にキティレコードから発売された。

## 概要・背景
1976年にシングル「浅い夢」でデビューした来生だったが、暫くは大きなヒット作が生まれない状況が続いていた。この頃の心境について来生は、作曲家としての仕事は多くなったが自身の歌手としての活動は鳴かず飛ばずで上手くいかず、アーティスト活動は止めて裏方に行った方がいいのかなと思ったと言うが、本作の発売以降、漸くヒットの兆しが見え始めるようになる。作詞を手掛けた姉の来生えつこは、「大ヒットした訳でもなくいつの間にかスタンダードナンバーになり、初めから来生たかおが歌うために作られた曲の中で唯一成功した楽曲」と話している。
表題曲「Goodbye Day」は、元々1980年11月1日に発売された4曲入り企画ミニアルバム Limited Version『来生たかお』に収録されていた曲。このオリジナル・バージョンは松井忠重が編曲を担当しているが、本作でのシングルカットに際し、松任谷正隆編曲による別バージョンが制作された。この曲は加山雄三が主演したフジテレビ系ドラマ『愛のホットライン』の主題歌として使用された。シングル売上では大きなヒットにならなかったが、地方のラジオ局で取り上げられたことがきっかけとなり、有線放送では1位を獲得し、スマッシュ・ヒットに繋がった。その他のタイアップとして、フジテレビ系アニメ「みゆき」では挿入歌として使われている。
来生はこの曲を自身のアルバムで複数回に亘ってセルフカバーしている。2016年1月に発売されたアルバム『夢のあとさき』には、オーケストラを迎えてレコーディングされたバージョンが収録された。また、郷ひろみ、フランク永井、八代亜紀、杏里など多くの歌手によってもカバーされている。
B面曲「ちょっと、ドギマギ」はアルバム『AT RANDOM』からのシングルカット。

## 収録曲
| 全作詞: 来生えつこ、全作曲: 来生たかお。 |                        |            |            |            |      |
| #                                        | タイトル               | 作詞       | 作曲・編曲 | 編曲       | 時間 |
| A.                                       | 「Goodbye Day」        | 来生えつこ | 来生たかお | 松任谷正隆 | 4:54 |
| B.                                       | 「ちょっと、ドギマギ」 | 来生えつこ | 来生たかお | 椎名和夫   | 3:18 |

## 参加ミュージシャン
Goodbye Day
- drums：渡嘉敷祐一
- electric bass：高水健司
- electric guitar：椎名和夫
- 12 strings guitar：吉川忠英
- acoustic piano, electric piano：松任谷正隆
- percussion：浜口茂外也
- strings：トマト
- valve trombone：新井英治

ちょっと、ドギマギ
（シングル、収録アルバム共にクレジットの記載なし）

## 収録アルバム
- 来生たかお（1980年）※オリジナル・バージョン
- Sparkle（1981年）※アウトロの異なるバージョン
- Étranger（1987年）※セルフカバー
- 夢より遠くへ -melodies & stories-（1995年）※セルフカバー
- Dear my company（2000年）※セルフカバー
- Try to remember（2008年）※ライブアルバム
- 夢のあとさき（2016年）※オーケストラ・バージョンで収録

## カバー
| アーティスト             | 収録作品                                     | 発売日         | 備考                                       |
| ------------------------ | -------------------------------------------- | -------------- | ------------------------------------------ |
| 郷ひろみ                 | 哀愁のカサブランカ                           | 1982年9月22日  | 洋邦のカバー曲を多数収録                   |
| フランク永井             | マホガニーのカウンター                       | 1983年6月21日  | 当時のニューミュージック系作家が楽曲を提供 |
| ジャッキー・チュン       | Smile                                        | 1985年4月18日  | 広東語詞で歌われている                     |
| 八代亜紀                 | ツイン・パック                               | 1992年8月21日  | 自身の楽曲集とカバー曲集の2枚組            |
| A.S.A.P.                 | Vacation Hot Lovin'                          | 1992年11月1日  | 英語詞で歌われている                       |
| コロッケ（瀧川広志名義） | 悲しくてやりきれない                         | 2004年4月1日   | シングルのカップリング曲として収録         |
| 白竜                     | ベストバラード1                              | 2006年7月21日  | カバー・アルバム                           |
| JUJU                     | どんなに遠くても...                          | 2008年4月23日  | シングルのカップリング曲として収録         |
| 杏里                     | tears of anri 2                              | 2008年7月16日  | カバー・アルバム                           |
| 中西保志                 | メロディーズ                                 | 2009年11月11日 | カバー・アルバム                           |
| 高橋洋子                 | 20th century Boys & Girls 〜20世紀少年少女〜 | 2010年6月23日  | カバー・アルバム                           |
| 柏原芳恵                 | アンコール3                                  | 2016年4月27日  | カバー・アルバム                           |
| 森川七月                 | 『J』〜Sentimental Cover〜                   | 2016年5月18日  | カバー・アルバム                           |